# Calloselasma
Calloselasma é um género monotípico criado para uma espécie de víbora-de-fossetas venenosa, C. rhodostoma, a qual é endémica do Sudeste Asiático desde a Tailândia até ao norte da Malásia e na ilha de Java. Atualmente não são reconhecidas subespécies.

## Descrição

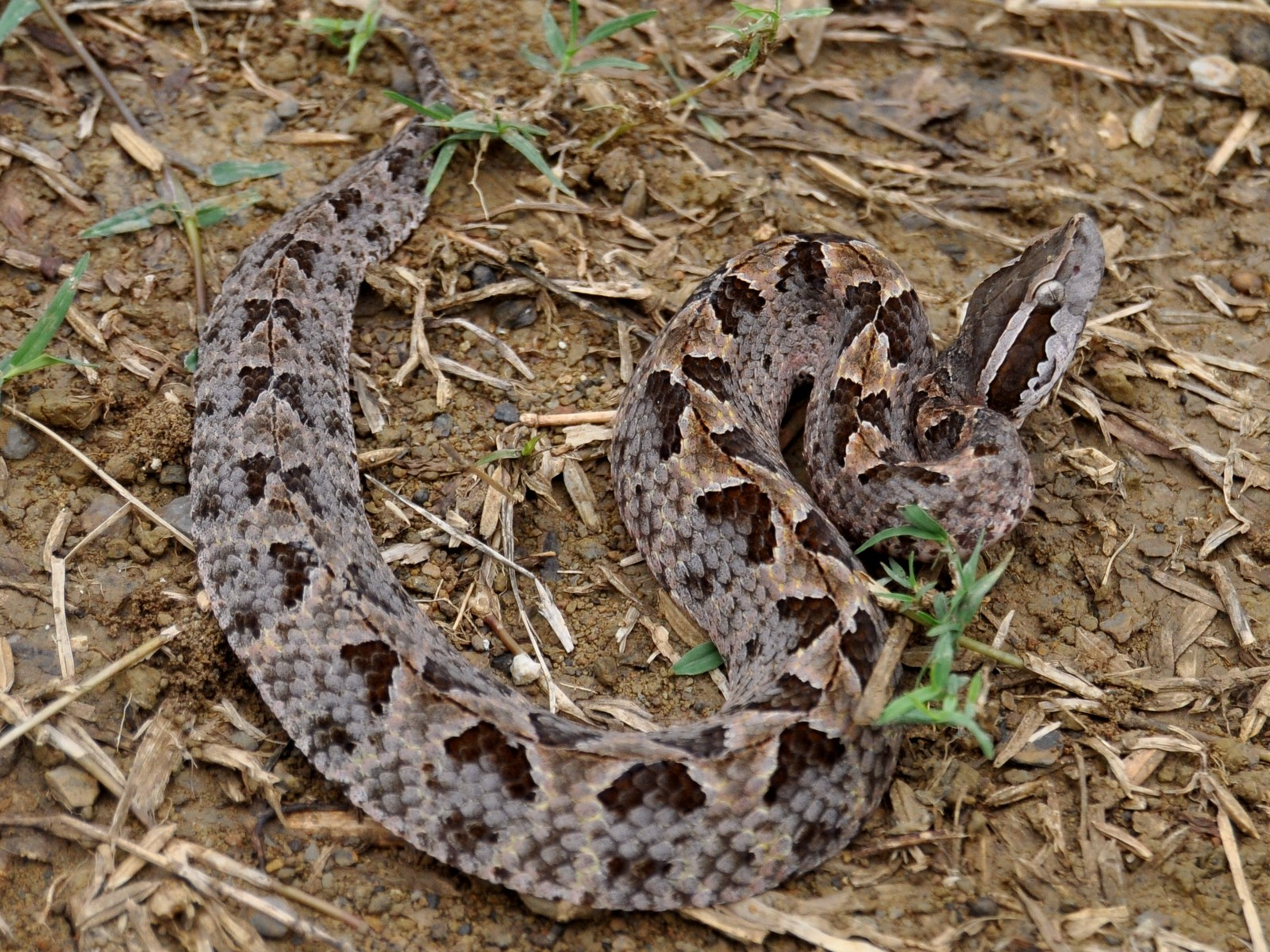
Karawang, Java Ocidental

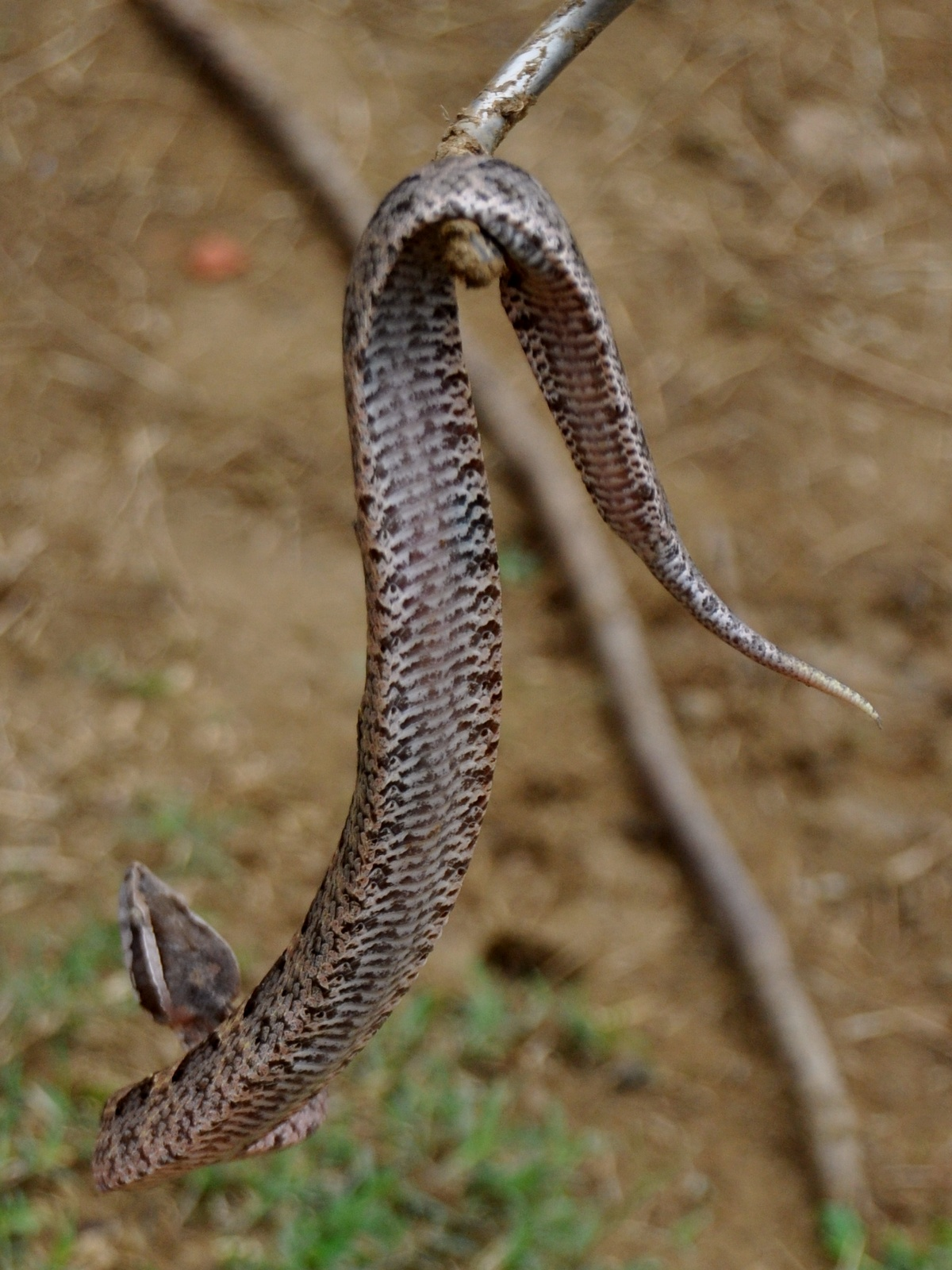
Aspeto da zona ventral

Atinge, em média, um comprimento total de 76 cm, sendo as fêmeas um pouco mais compridas que os machos. Ocasionalmente podem crescer até 91 cm.
Um espécime com um comprimento total de 81 cm tem uma cauda com 9 cm de comprimento.
O dorso é avermelhado, acinzentado, ou castanho-claro, com duas séries de grandes manchas triangulares castanhas com contornos pretos, podendo estar colocadas de forma alternada ou opostas. Possuem igualmente uma tira vertebral delgada de cor castanha-clara, que pode ser descontínua ou indistinguível em alguns espécimes. As escamas labiais superiores são de cor rosada ou amarelada. Apresentam uma linha diagonal grossa, de cor castanho-escuro com contorno preto, desde o olho até ao canto da boca, com uma outra linha mais estreita e cor mais clara acima dela.
As escamas dorsais, lisas, encontram-se arranjadas em 21 filas a meio do corpo. Ventrais 138-157; placa anal inteira; subcaudais 34-54 pares.
Focinho pontiagudo e voltado para cima. Rostral tão larga como profunda. Duas internasais e duas pré-frontais. Frontal tão comprida ou ligeiramente mais comprida do que a sua distância à ponta do focinho, tão comprida ou ligeiramente mais curta que as parietais. Supralabiais 7-9. Fossa loreal não está em contato com as supralabiais.
Trata-se da única víbora-de-fossetas asiática com grandes escamas coronais e escamas dorsais lisas.

## Distribuição geográfica
Pode ser encontrada no Nepal, Tailândia, Camboja, Laos, Vietname, norte da Malásia Ocidental e na ilha indonésia de Java. A localidade-tipo indicada é "Java". Existem relatos credíveis mas não confirmados do sul de Mianmar, norte de Sumatra e norte de Bornéu.

## Habitat e alimentação
Prefere florestas costeiras, matagais de bambú, terras de cultivo abandonadas, pomares, plantações e florestas próximas de plantações, onde caça ratos.

## Reprodução
Esta espécie é ovípara e os ovos são protegidos pela fêmea depois da postura.

## Venom
Esta espécie tem reputação de mau temperamento e de ser rápida em atacar, No norte da Malásia é responsável por uns 700 incidentes anuais de mordedura de serpente com uma taxa de mortalidade de aproximadamente 2 %. Marcadamente sedentária,frequentemente é encontrada no mesmo local várias horas depois de um incidente envolvendo humanos. O seu veneno causa dor severa e inchaço local e por vezes necrose de tecidos, mas mortes não são comuns. Muitas vítimas ficam com membros disfuncionais ou amputados devido à falta de de antiveneno e tratamente atempado. Num estudo de 2005 de 225 mordidas da víbora-de-fossetas-malaia, (Calloselasma rhodostoma) na Tailândia, a maioria das vítimas apresentou sintomas ligeiros a moderados, mas 27 de 145 pacientes (18.6%) ficaram com membros inchados de forma permanente. Contaram-se apenas duas mortes (relacionadas com hemorragias intracerebrais) e nenhuma amputação. O antiveneno produzido na Tailândia pareceu ser eficaz na reversão dos coágulos sanguíneos produzidos pelo veneno. A maioria dos pacientes permaneceu estável e não requeriu antiveneno. Os autores sugeriram que as vítimas não recorressem a curandeiros tradicionais e que evitassem o uso excessivo de torniquetes, Durante uma fase prospetiva do estudo, as mordeduras ocorreram ao longo do ano mas sobretudo na estação das monções (maio e junho).

### Veneno e tratamento de trombose
O veneno desta espécie é usado para isolar uma enzima semelhante à trombina chamada ancrodo. Esta enzima é usada clinicamente para desfazer e dissolver trombos (coágulos sanguíneos) em pacientes com baixa viscosidade sanguínea para ajudar a prevenir infartos e acidentes vasculares.